# Municipio 3 Mars Hill
El municipio 3 Mars Hill (en inglés: Township 3 Mars Hill) es un municipio ubicado en el  condado de Madison en el estado estadounidense de Carolina del Norte. En el año 2010 tenía una población de 4.492 habitantes.

## Geografía
El municipio 3 Mars Hill se encuentra ubicado en las coordenadas 35°48′40.7″N 82°34′35.74″O / 35.811306, -82.5765944.